# 哺乳形态类
哺乳形态类（学名：Mammaliamorpha）是兽孔目犬齿兽亚目的一個演化支，包含了哺乳動物冠群与三瘤齿兽科最近共同祖先的所有后代，哺乳形类与巴西齿兽科（Brasilodontidae）都属于本演化支。最早在三叠纪就已经出现。